# Ървинг Уолъс
Ървинг Уолъс (на английски: Irving Wallace) е американски писател на бестселъри, журналист и сценарист.

## Биография
Ървинг Уолъс е роден на 19 март 1916 г. в Чикаго, Илинойс, в семейството на Беси Лис и Александър Уолъс (американизирана версия на оригиналната фамилия на Wallechinsky). Семейството на баща му са ортодоксални евреи, емигранти от Русия. Уолъс е израснал и учи в Кеноша, Уисконсин, в атмосфера без антисемитизъм. Продължава обучението си в института „Уилямс“, Бъркли, Калифорния и в „City College“, Лос Анджелис.
Още от училище Уолъс се посвещава на журналистиката. Първоначално планира да стане спортен писател. След като се дипломира, Уолъс пътува до Мексико, Сан Салвадор, Панама, Колумбия и Куба. Дневникът му „Моето приключение“ не е публикуван, но опитът му намира място в първия му роман. Работи като кореспондент на свободна практика, като поддържа контакти с големите национални списания и скоро придобива добра репутация. Назначен е за кореспондент в Япония, но японското правителство го изгонва, заради агресивните му коментари. През 1947 г. диктаторът Франко му забранява достъп до Испания заради критиките към него.
По време на Втората световна война от 1942 г. Уолъс сътрудничи за сценарии за няколко документални филма на военната пропаганда във Форт Фокс в „Сигналния корпус“ под ръководството на полковник Франк Капра, капитан Джон Хюстън, лейтенант Роналд Рейгън и Теодор Сус Гейзъл – по-известен като д-р Сус, като също така продължава да пише за списанията „The American Legion Magazine“, „Liberty“, „Cosmopolitan“, и др. Пише и няколко други сценария, които са отхвърлени.
След 1946 г. продължава да работи в киното. Първо е в „Motion Picture“ на военновъздушните сили, а след това като сценарист в Холивуд. Сътрудничи на такива филми като „Уестпойнтска история“ (1950), „Да разделиш секундата“ (1953), „Meet Me at the Fair“ (1953), и „Големия цирк“ (1959). Работата му в Холивуд не го задоволява и Уолъс решава да пише книги.
Той е женен от 1941 г. и има две деца – Дейвид и Ейми. Съпругата му Силвия Уолъс е писател и редактор на списание. Нейните романи „The Fountains“ и „Empress“ са бестселъри. Почива на 20 октомври 2006 г. на 89 г. Ейми Уолъс (р. 1955) също е писателка, а Дейвид Уолшински (р. 1948) е известен спортен коментатор и историк на Олимпийските игри.
Ървинг Уолъс умира от рак на панкреаса на 29 юни 1990 г. в Лос Анджелис и е погребан в гробището „Hillside Memorial Park“ в Кълвър Сити, Калифорния.

## Творчество
Първата документална книга на Уолъс, „The Fabulous Originals“, излиза през 1955 г., а първият му роман „Греховете на Филип Флеминг“ през 1959 г. От 1958 г. той се посвещава изключително за писане на художествена литература. Двете първи произведения не са оценени от критиката, но успехът му идва през 1961 г. с романа „Докладът Чапмън“, повлиян от Доклада „Kinsey“. В романите на Уолъс са смесени човешките отношения, религия, политика, епохални открития, интригуващи злодеи от Съветския съюз, както и всички необходими елементи на международния бестселър от периода на Студената война.
Уолъс е известен и със своите разследващи документални романи, някои от тях на сексуална тематика. Той е неспокоен човек, обичащ пътуванията, и проявява постоянен интерес в детайлното изучаване на различни личности, които са нетрадиционни и маргинализирани в световната история. Наслаждава се на написването на историите на аутсайдери-американци, които са се осмелили да бъдат различни. Със сина си, дъщеря си и съпругата си той продуцира някои забележителни документални произведения, включително три издания на „Алманах на хората“ и „Книгата на списъците“. Много от странните факти, описани в документалните истории, Уолъс използва в своите художествени романи.
На 15 г., още тийнейджър, Уолъс продава първата си история на едно списание и оттогава не спира да пише. През целия си живот той публикува повече от 500 статии, интервюта и есета. Издава 19 романа и 16 документални книги, които са преведени на над 31 езика и продадени в над 250 млн. копия по целия свят. Много от тях са спечелили големи литературни награди. През 1964 г. – голямата награда и стипендия от института „Джордж Вашингтон“ за романа „Мъжът“, 1974 г. – наградата „Popular Culture Association“ за високи постижения, „Златна роза“ Венеция 1975 г. за „Фен клуб“, и др. Въпреки че не е особено оценен от критиката и колегите си, заради своята делнична проза той е считан за един от най-важните писатели на своята страна.
Някои от книгите на Уолъс са филмирани. През 1962 г. излиза филмът „Докладът Чапмън“, 1963 г. – „Наградата“, 1971 г. – „Седемте минути“, 1972 г. – „Мъжът“, 1978 г. – ТВ минисериала „Словото“, и през 1985 г. ТВ филмът „Документът „R“.

## Произведения

### Романи
- Греховете на Филип Флеминг, The Sins of Philip Fleming: A Compelling Novel of One Man's Intimate Problem (1959)
- Докладът Чапман, The Chapman Report (1961)
- Наградата, The Prize (1962)
- Мъжът, The Man (1964)
- Трите сирени, The Three Sirens (1964)
- Неделният джентълмен, The Sunday Gentleman (1966)
- Парцелът, The Plot (1967)
- Седемте минути, The Seven Minutes (1969)
- Словото, The Word (1972)
- Фен клуб, The Fan Club (1974)
- The R Document (1976)
Документът R, изд. „Атика“ (1991), прев. Минчо Чучев
- Проект „Гълъб“, Pigeon Project (1979)
- Втората дама, The Second Lady (1980)
- The Almighty (1982)
Всемогъщият, изд. „Петриков“ (1992), прев. Цветан Радулов
- Чудото, The Miracle (1984 / 2005)
- The Seventh Secret (1985)
Седмата тайна, изд. „Делакорт“ (1994), прев. Иво Стефанов
- Небесна линия, The Celestial Bed (1987)
- Златната стая, The Golden Room (1988)
- Гост на честта, The Guest of Honor (1989)

### Документални книги
- Fabulous Originals: Lives of Extraordinary People Who Inspired Memorable Characters in Fiction, 1955
- Square Pegs: Some Americans Who Dared to Be Different, 1958
- The Fabulous Showman: The Life and Times of P.T. Barnum, 1959
- The Twenty-Seventh Wife, 1962 – биография на Ан Елиза мл.
- Writing of One Novel, 1968
- The Nympho and Other Maniacs: The Lives, the Loves and the Sexual Adventures of Some Scandalous and Liberated Ladies, 1971
- The People's Almanac, 1975 – в съавторство с Дейвид Уолшински
- Stardust to Prairie Dust, 1976
- The Book of Lists, 1977 – в съавторство с Дейвид Уолшински и Ейми Уолъс
- Two: Biography of The Original Siamese Twins, 1978 – в съавторство с Ейми Уолъс
- The People's Almanac No. 2, 1978 – в съавторство с Дейвид Уолшински
- The Book of Lists 2, 1980 – в съавторство с Дейвид Уолшински, Силвия Уолъс и Ейми Уолъс
- The Intimate Sex Lives of Famous People, 1981 – в съавторство с Силвия Уолъс, Дейвид Уолшински и Ейми Уолъс
- The Book of Lists 3, 1983 – в съавторство с Дейвид Уолшински и Ейми Уолъс
- Significa, 1983 – в съавторство с Дейвид Уолшински и Ейми Уолъс
- Secret Sex Lives of Famous People, 1993